# ジョージアワイン
ジョージアワイン（ქართული ღვინო /kʰɑrtʰuli ɣvinɔ/ カルトゥリ・グヴィノ）は、南コーカサスのジョージアで生産されるワインの総称。
ジョージアは日本において長らく「グルジア」と呼ばれていたことから、同国で生産されるワインも「グルジアワイン」と呼ばれることが多かったが、2015年4月22日に日本国政府が呼称・表記を変更したことから、2025年現在は「ジョージアワイン」と呼ばれることが多い。なお、ジョージアの主要民族であるカルトヴェリ人の多くはロシア語由来（異説あり）とされる「グルジア」の呼称を忌避しているため（ジョージアの国名を参照）、日本のワイン輸入業者間では日本国政府による呼称・表記変更よりも以前から、ポリティカル・コレクトネスに配慮して自主的に「ジョージアワイン」と呼称する事例が見られた。

## 概要
ジョージアは古代から数多の民族が交るシルクロードの中継地であり、68種類もの言語が話されることから世界文化のクロスロードとも呼ばれるコーカサス地方に位置する。ワインの原料となるブドウの醸造文化は8000年以上の歴史があり、南隣のアルメニアと並び、世界最古ともいわれるワイン生産地である。
首都トビリシの東側に広がるカヘティ地方は丘陵が多く、気候は乾燥しており、日当たりのよい丘陵斜面はブドウ栽培に好適である。19世紀のロシアの文豪アレクサンドル・プーシキンは、この地方のグルジアワインを「いくつかのブルゴーニュ=ワインに匹敵する」と評している。
駐日ジョージア大使館によると、ジョージアでワインづくりに使われるのは、500種類以上ある固有種ブドウである。そのうち最も赤ワイン用として用いられるサペラヴィやウサヘロウリによるワインは、果皮のみならず果肉までも赤いブトウから造られることもあって非常に色が濃いことから、ジョージア語では黒ワインと呼ばれる。
国際連合教育科学文化機関は「クヴェヴリを使用した伝統的なジョージアのワイン製法」を無形文化遺産に指定している。